# Harmonia (nimfa)
Harmonia (gr. Ἁρμονία Harmonía, Ἁρμονίη Harmoníē, łac. Harmonia) – w mitologii greckiej jedna z najad.
Była kochanką Aresa. W tym związku Harmonia w Akmonii – w wąwozach frygijskich – urodziła Amazonki, choć według innej wersji matką Amazonek mogła być Afrodyta lub córka Aresa – Otrere.